# Nox Arcana
Nox Arcana ist eine aus Cleveland, Ohio stammende Musikgruppe, die 2003 von Joseph Vargo und William Piotrowski gegründet wurde.

## Stil
Die Art ihrer Musik lehnt sich hierbei an klassischer Horrorliteratur von zahlreichen Autoren wie etwa H. P. Lovecraft, Gebrüder Grimm, Ray Bradbury sowie Edgar Allan Poe an, wobei manche ihrer Alben auch in Richtung Mittelalter und alte Mythologie gehen.
Weitere Einflüsse erfolgten durch das Genre New Age sowie durch Klassik, Rock und Filmmusik. John Carpenter, Danny Elfman, AC/DC, Wojciech Kilar, Enya, Loreena McKennitt, Beethoven, Jerry Goldsmith, und Hans Zimmer sind bekannte Persönlichkeiten aus den verschiedenen Musikrichtungen, die durch ihre Werke die Stilrichtung der Band beeinflussten.

## Geschichte
Bevor Nox Arcana gegründet wurde, war Joseph Vargo ein berühmter Gothic/Fantasy-Künstler. Er produzierte Cover für Bücher und CDs, Plakate sowie andere Produkte, welche von seinem Verleger Monolith Graphics vertrieben wurden. Er stellte außerdem zwei Alben mit Midnight Syndicate her, welche er im Jahr 2000 verließ, um Bücher zu schreiben. Sein erstes Buch Tales of the Dark Tower handelt von den Erzählungen eines Vampirs zu Zeiten des ersten Kreuzzugs. Später schrieb er das Dark Realms Magazine und veröffentlichte danach das Buch The Gothic Tarot, welches ein Bestseller war. William Piotrowski hingegen arbeitete an einer Videodokumentation mit dem Titel Ghosts from Ohio (Geister von Ohio) über Mary Ann Winkowski, welches die Inspiration zu der Serie Ghost Whisperer war.

## Diskografie
1. Darklore Manor (2003 Monolith Graphics)
2. Necronomicon (2004 Monolith Graphics)
3. Winter’s Knight (2005 Monolith Graphics)
4. Transylvania (2005 Monolith Graphics)
5. Carnival of Lost Souls (2006 Monolith Graphics)
6. Blood of Angels (2006 Monolith Graphics)
7. Blood of the Dragon (2006 Monolith Graphics)
8. Shadow of the Raven (2007 Monolith Graphics)
9. Grimm Tales (2008 Monolith Graphics)
10. Phantoms of the High Seas (2008 Monolith Graphics)
11. Blackthorn Asylum (2009 Monolith Graphics)
12. Zombie Influx (2009 Monolith Graphics, Buzz-Works)
13. Winter’s Eve (2009 Monolith Graphics)
14. Theater of Illusion (2010 Monolith Graphics)
15. House of Nightmares (2010 Monolith Graphics, Buzz-Works)
16. The Dark Tower (2011 Monolith Graphics)
17. Winter’s Majesty (2012 Monolith Graphics)
18. Legion of Shadows (2013 Monolith Graphics)
19. Crimson Winter (2013 Monolith Graphics)
20. Ebonshire (2013 Monolith Graphics)
21. Ebonshire – Volume 2 (2014 Monolith Graphics)
22. Season of the Witch (2017 Monolith Graphics)
23. Ebonshire (2018 Monolith Graphics)
24. The Cabinets of Doctor Arcana-Game Soundtracks (2019 Monolith Graphics)
25. The Haunted Symphony (2019 Monolith Graphics)